# ダロル・アンガー
ダロール・アンガー（Darol Anger、1953年 - ）は、アメリカ合衆国のヴァイオリン奏者。

## キャリア
ダロール・アンガーは21歳の時に、デヴィッド・グリスマン・クインテットの創設メンバーとしてポピュラー・ミュージックの世界に入った。アンガーは1977年にマンドリン奏者のデヴィッド・グリスマンと彼のバンドであるデヴィッド・グリスマン・クインテットで1977年にフィドル奏者としてデビュー。また、タートル・アイランド・ストリング・カルテットをデヴィッド・バラクリシュナンとともに1985年に結成。自らの演奏のほか、作曲や、チェンバー・ジャズ・バンドに向けた編曲などを行っている。しばしば、デヴィッド・グリスマン・クインテットの盟友であるマイク・マーシャルと共演をしている。
アンガーはピアニストのバーバラ・ヒグビー (Barbara Higbie)とパリで演奏をし始める。1982年には共にウィンダム・ヒルで録音した『Tideline』をリリース。その2年後、ダロール・アンガー/バーバラ・ヒグビー・クインテットをマイク・マーシャル、トッド・フィリップス、アンディ・ナレル (Andy Narell)と共に結成。このバンドは1984年にモントルー・ジャズ・フェスティバルにて演奏。後にこのフェスから、バンド名を「モントルー」と改める。2枚のスタジオ・アルバムのリリース後、1990年にバンドを解散。次にアンガーは1985年、タートル・アイランド・ストリング・バンドを結成する。マイク・マーシャルとはモントルーや後のサイコグラスで共演を続けている。また、バーバラ・ヒグビーやマイケル・マンリングとも時折共演している。
クラシック、フォーク、ジャズを土台として、スコット・二ガード (Scott Nygaard)と結成したリパブリック・オブ・ストリングス (Republic of Strings)を率いている。更にマイク・マーシャルとのザ・デュオや、サイコグラス (ブルーグラス・グループ。メンバーはマンドリンにマイク・マーシャル、ベースにトッド・フィリップス、ギターにデビッド・グリアー、バンジョーにトニー・トリシカ)、フィドラーズ・フォー (フィドルにマイケル・ドウセット、ブルース・モルスキー、チェロにラシャド・エッグルストン)、ミスター・サン (ジョー・ウォルシュ、グラント・ゴーディ、イーサン・ジョズィウィック)などのバンド活動も行っている。アンガーはしばしばピアニストのフィリップ・アーバーグとも共演。トニー・ライス、ステファン・グラッペリ、マーク・オコーナーといったアーティストから、マリン・オールソップ、ビル・エヴァンス (バンジョー奏者)、ニッケル・クリーク、クリス・シーリ & パンチブラザーズ、ヨンダー・マウンテン・ストリング・バンド (Yonder Mountain String Band)、ベラ・フレック、Taarka、Anonymous 4といったアーティストに至るまで、幅広く共演やレコーディングを行っている。彼の演奏は、NPRの番組『Car Talk』のテーマソングでも聴くことができる。
アンガーはサンフランシスコ沿岸部に長く住んでいたが、それから移転し、現在はメイン州ポートランドに在住している。ヴァイオリン職人Jonathan Cooperの指導の下で、2本のヴァイオリンの制作を行ったほか、2010年にはバークリー音楽大学で准教授となった。
2011年6月にオンライン指導のフィドル・スクールでブルーグラスの教師として教鞭を執り始めた。

## ディスコグラフィ

### リーダー・アルバム
- Fiddlistics (1979年)
- 『タイドライン』 - Tideline (1982年) ※with バーバラ・ヒグビー
- The Duo (1983年) ※with マイク・マーシャル
- 『モントルー・ライヴ』 - Live at Montreux '84 (1984年) ※with バーバラ・ヒグビー
- Jazz Violin Celebration (1985年)
- 『キアロスキューロ』 - Chiaroscuro (1985年) ※with マイク・マーシャル
- 『サイン・ランゲージ』 - Sign Language (1987年) ※モントルー名義
- 『レット・ゼム・セイ』 - Let Them Say (1989年) ※モントルー名義
- Psychograss (1993年) ※サイコグラス名義
- Heritage (1996年)
- At Home and on the Range (1997年)
- Like Minds (1997年) ※サイコグラス名義
- Christmas Heritage (1998年)
- Jam (1999年)
- Diary of a Fiddler (1999年)
- Brand New Can (2000年)
- Now Hear This (2001年) ※サイコグラス名義
- Woodshop (2007年)
- Mike Marshall and Darol Anger with Väsen (2007年) ※with マイク・マーシャル、ヴェーセン
- Cross Time (2008年) ※with フィリップ・アーバーグ
- Eand'a (2014年)

### リパブリック・オブ・ストリングス
- Republic of Strings (2004年)
- Generation Nation (2006年)